# Cárdenas (Spagna)
Cárdenas è un comune spagnolo di 224 abitanti situato nella comunità autonoma di La Rioja.